# Oost Čeamirivier
Oost Čeamirivier  (Zweeds: Lulip Ceamijohka) is een rivier die stroomt in de Zweedse  gemeente Kiruna. De rivier ontvangt haar water op de oostelijke hellingen van de Oost Čeamiberg. De rivier stroomt naar het zuiden. Ze stroomt na 4 kilometer in de Lävasrivier.
Afwatering: Oost Čeamirivier → Lävasrivier → Rautasrivier → Torne → Botnische Golf